# Минимум Шпёрера
Минимум Шпёрера — 90-летний период низкой солнечной активности, длившийся примерно с 1460 по 1550, который был определён и назван в честь немецкого астронома Г. Шпёрера американским исследователем Д.Эдди в статье 1976 года в журнале Science.
Низкая численность солнечных пятен в указанный период была установлена путём радиоуглеродных исследований годовых древесных колец, содержание углерода в которых хорошо коррелирует с солнечной активностью. 

Солнечная активность за последнюю тысячу лет, измеренная радиоуглеродным методом.